# Kaleste
Kaleste je přímořská vesnice v jižní části poloostrova Kõpu (Kõpu poolsaar) na pobřeží zátoky Kalaste (Kalaste laht) Baltského moře. Nachází se na ostrově Hiiumaa v kraji Hiiumaa v Estonsku. Významná část území vesnice leží v Přírodní rezervace Kõpu (Kõpu looduskaitseala).

## Další informace
Před správní reformou Estonska v roce 2017 patřila Kaleste k obci Hiiu a do roku 2013 k obci Kõrgessaare. V roce 2021 zde trvale žilo 8 obyvatel. Název vesnice je pravděpodobně odvozen od slova „kallis“, což česky znamená „drahé“ nebo „nákladné“. Kaleste sousedí na severu s vesnicí Hirmuste, na západě s vesnicí Kalana, na východě s vesnicemi Suurepsi a Ojaküla a na jihovýchodě s vesnicí Ülendi. Obcí prochází silnice Puski-Kõpu-Ristna. Jižně od této silnice jsou kopce Korbi mäed, což jsou lesy porostlé písečné duny s maximální výškou 44,7 m. V obci je autobusová autobusová zastávka a hlavně populární pláž Kaleste (Kaleste rand) o které psal i estonský spisovatel Tõnu Õnnepalu v díle Ráj (Paradiis). Ve 30. letech 20. století byl v obci vybudován přístav Kaleste (Kaleste sadam), který se již téměř nepoužívá. Tábořiště Kaleste (Kaleste telkimisala) je východiskem okružní naučné stezky Kaleste (Kaleste õpperada) navazující na centrální turistickou trasu Heltermaa-Ristna-Sarve (Heltermaa-Ristna-Sarve haru). Zřizovatelem tábořiště i turistických stezek je RMK. Přes Kaleste vedou také cyklostezky.

## Galerie

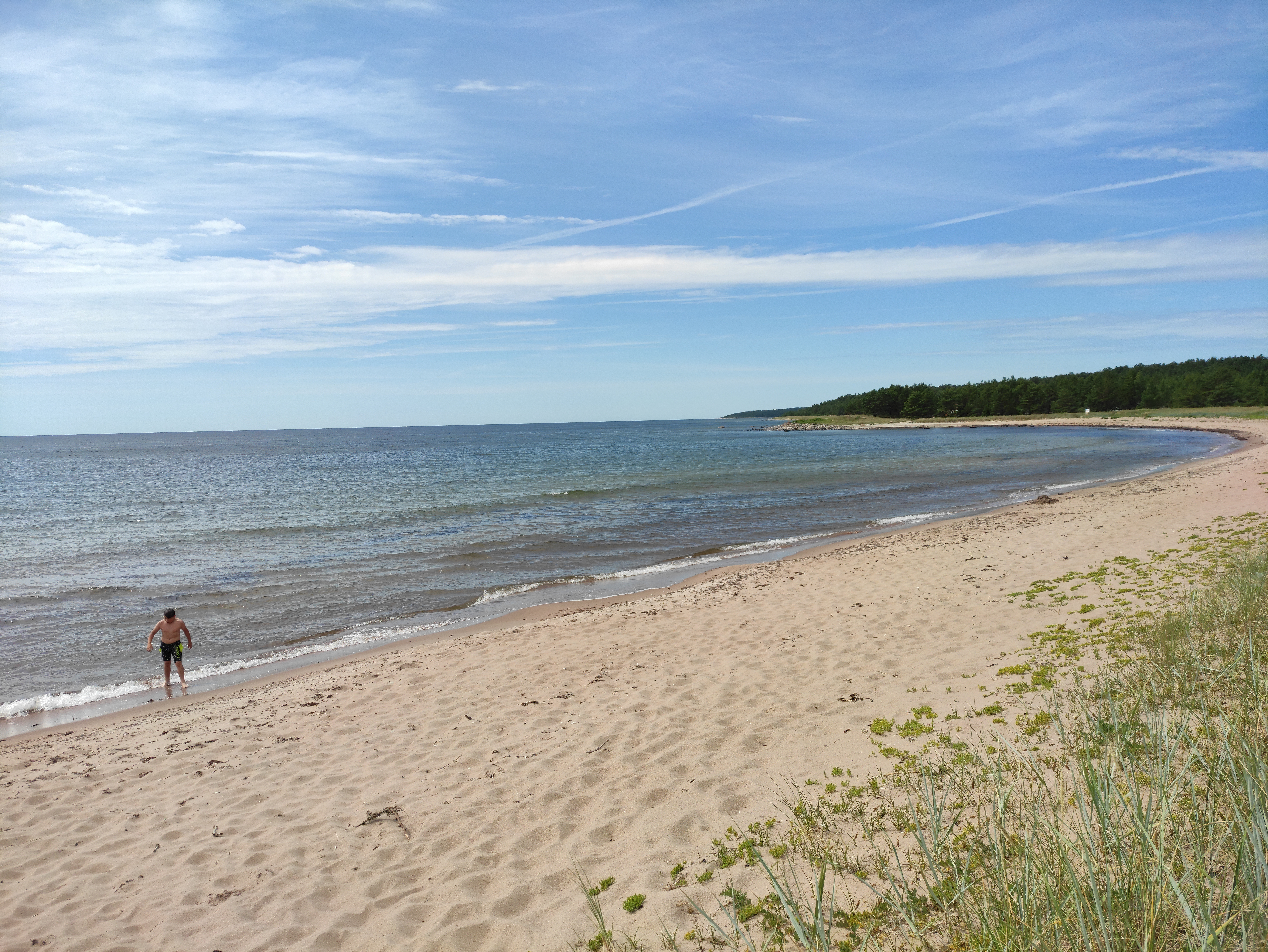
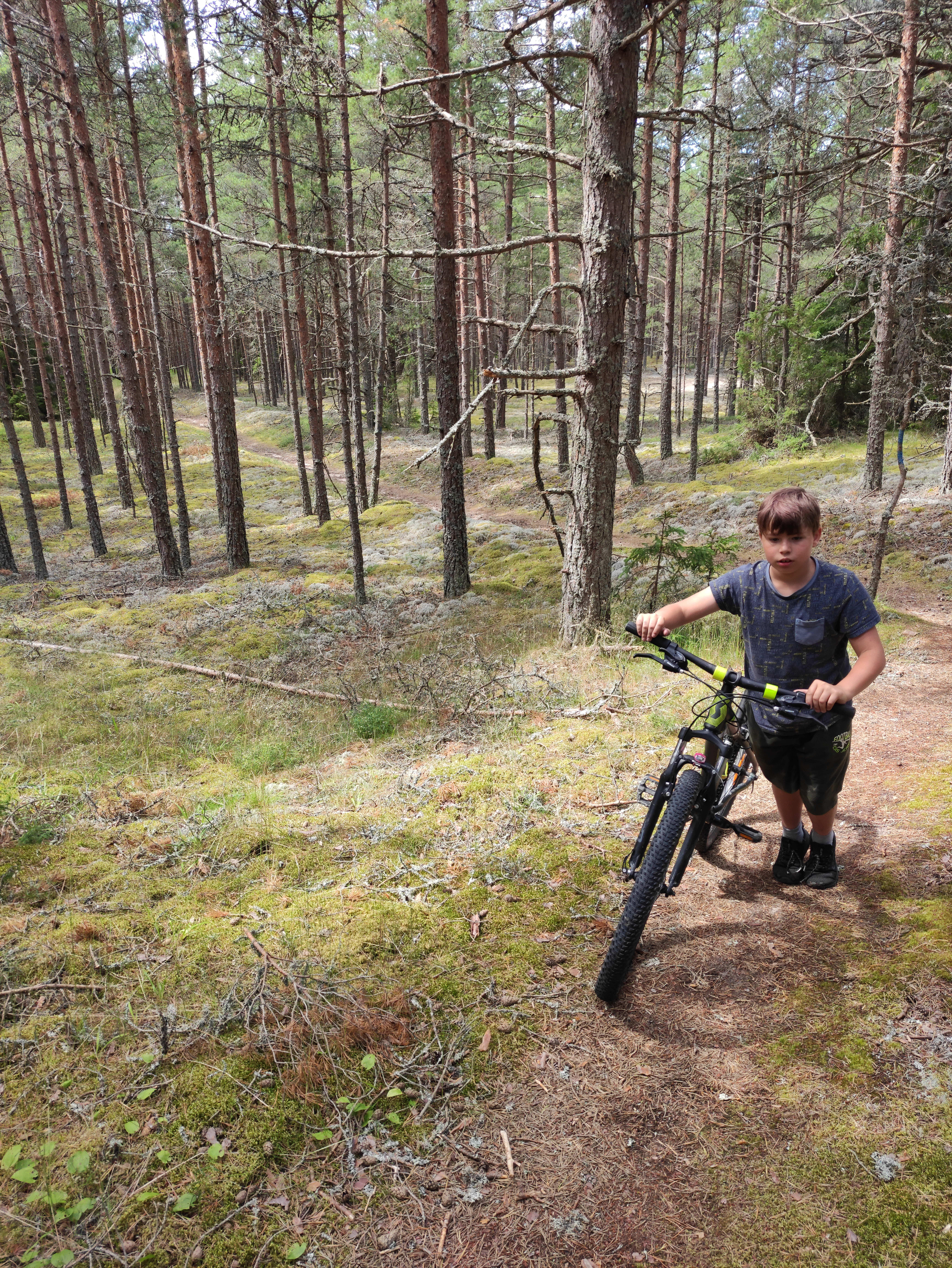